# АВРА-45
АВРА-45 «Песец» — авиационная аварийная радиопередающая ламповая станция (радиопередатчик), в составе аварийного спасательного комплекта на борту самолёта.

## Назначение
Предназначена для подачи радиосигнала «Бедствие» или радиосигнала пеленга. Также позволяет передавать информацию телеграфным ключом кодом Морзе. Работает на международном канале с фиксированной частотой 500 кГц. Питание станции осуществляется от ручного динамопривода. Радиопередатчик имеет водонепроницаемую конструкцию и положительную плавучесть (в упаковке).

## Основные параметры
- рабочая частота — 500 кгц (600 м)
- точность калибровки частоты ± 1 кгц
- ток в эквиваленте антенны — 300 мА
- масса передатчика без комплектующих — 7,7 кг, полный вес упаковки спасательного комплекта станции — 19,07 кг

## Описание
Передатчик АВРА-45 является копией американского передатчика BC-778 из аварийного комплекта SCR-578, производимого в США с 1942 года для экипажей бомбардировщиков.
В СССР передатчик попал вместе с бомбардировщиками Boeing B-29 «Superfortress».
Как известно из истории, в течение 1944 года на Дальнем востоке СССР несколько повреждённых B-29, выполнявших рейды на Японию, совершили вынужденные посадки на советских аэродромах, экипажи в соответствии с договорённостями были интернированы. Летом 1945 года три таких самолёта были приведены в лётное состояние и перегнаны своим ходом из Приморья в Москву (аэр. Измайлово), где в дальнейшем специалистами КБ Туполева их успешно изучили и наладили производство под индексом «изделие Р» или Ту-4. Ту-4 почти полностью повторял конструкцию B-29, за исключением моторов и вооружения.
Использование радиопередатчика:
При аварии самолёта радиостанция сбрасывается с помощью специального парашюта, лётчик выбрасывается отдельно от радиостанции. На многоместных самолётах передатчик входил в комплект аварийной укладки спасательной лодки ЛАС-3 или ЛАС-5. Лодка выбрасывается экипажем принудительно перед покиданием борта или всплывает автоматически при затоплении самолёта.
После распаковки спасательного комплекта для приведения передатчика в рабочее состояние выпускается тросовая антенна длиной 90 метров, для чего применяется разборный коробчатый воздушный змей или воздушный шар. Работа передатчика возможна при выпуске антенны на длину не менее 57 метров. Запуск змея возможен при ветре от 3,5 до 10 м/с. При безветренной погоде для поднятия антенны применяется воздушный шар диаметром 1,2 метра, наполняемый водородом от прилагаемого химического генератора водорода. Процесс заполнения шара водородом занимает около часа.
После подъёма антенны в воду (за борт лодки) выбрасывается провод заземления. Передатчик ставится между ног и фиксируется ремнями. Вставляется рукоятка в агрегат питания и производится вращение рукоятки с темпом 80-110 об/мин, что обеспечивает выработку электроэнергии, достаточную для питания схемы передатчика.
Радиостанция имеет режимы работы:
- передача автоматического сигнала бедствие с чередованием непрерывным сигналом, оба длительностью по 20-22 сек
- передача автоматического сигнала радиопеленга «АА» с чередованием непрерывным сигналом, оба длительностью по 20-22 сек
- ручная передача радиосигналов кодом Морзе
- передача непрерывного светового сигнала или светового сигнала кодом Морзе.

Для обозначения места в ночное время в комплект укладки входит сигнальная лампа накаливания, также запитываемая от генератора передатчика, при этом работа передатчика на излучение (антенну) невозможна.

## Комплектность
- радиопередатчик;
- два надувных резиновых шара для подъема антенны;
- трубки для наполнения шара водородом;
- два химических генератора водорода;
- коробчатый воздушный змей для подъема антенны;
- запасная антенна;
- сигнальная лампа;
- противовес
- амортизирующие войлочные прокладки — 6 шт.
- парашют ПАВРА-45-М
- упаковочная тара

## Применение
Передатчиком комплектовались следующие типы советских самолётов: Ан-8, Ан-12, Бе-10, Бе-12, Р-1, Ту-14Т, Ту-16, Ту-95, Як-12МС. Также аварийный комплект применялся на морских кораблях и судах.